# Casa Antoni Cardeñas
La casa Antoni Cardeñas o de les Quatre Estacions és un edifici situat als carrers de Sant Pere Més Alt i de la Mare de Déu del Pilar de Barcelona, catalogat com a bé cultural d'interès local.

## Història
El 1777, el notari Antoni Cardeñas va adquirir dues finques als carrers de Sant Pere Més Alt i d'en Cuc (actualment Mare de Déu del Pilar), i el 8 de març del 1778, va demanar permís per a reedificar-les amb planta baixa i tres pisos. Segons una inscripció avui parcialment desapareguda, els esgrafiats foren enllestits el 10 de desembre del 1779.
A la seva mort el 1788 fou succeït pel seu fill Vicenç Cardeñas i Blanch, que el 1801, i per a pagar uns deutes, vengué la propietat al jove comerciant Francesc Sagaró. El 1866, el seu fill Miquel Sagaró i Cardeñas la va vendre al jurista Silvestre Puignau i Boera, que va morir el 1891 i fou succeït per la seva germana Sabina.

## Descripció
Es tracta d'un edifici en cantonada de planta baixa comercial i quatre pisos (essent el darrer fruit d'una remunta posterior) amb alçada decreixent.
A la planta baixa, l'accés al local comercial i als habitatges són bessons, amb arc rebaixat. Altres obertures secundàries espurnegen aquest nivell. Al primer pis de la façana del carrer de Sant Pere Més Alt hi ha quatre balcons de ferro forjat i llosana ceràmica vidrada amb motius geomètrics sobre cartel·les metàl·liques. La mateixa estructura i components es repeteixen en la resta de pisos. Per contra, la façana que mira al carrer de la Mare de Déu del Pilar presenta tot un seguit d'obertures senzilles amb una proporció menor de balcons.
El tret més notori d'aquest edifici són els esgrafiats que ocupen tot l'espai de les façanes, excepte la planta baixa. Als pisos inferiors, els motius són clarament al·legòrics, amb una temàtica vinculada amb les estacions de l'any a través d'escenes com collir blat o coure castanyes entre d'altres. En trams superiors, aquestes temàtiques desapareixen i fan acte de presència nous motius, tant típics a l'arquitectura d'aquesta època, com són les garlandes i els motius vegetals sobre grans gerros.